# Clark Voorhees
Pour les articles homonymes, voir Voorhees.
Clark Greenwood Voorhees, né le 29 mai 1871 à New York dans l'État de New York et mort le 17 juillet 1933 à Old Lyme dans l'état du Connecticut aux États-Unis, est un peintre tonaliste et impressionniste américain, connu pour ses peintures de paysage.

## Biographie
Clark Greenwood Voorhees naît à New York en 1871. Il étudie d'abord les sciences à l'université Yale et à l'université Columbia. En 1894, il s'inscrit à l'Art Students League of New York. Il fréquente l'année suivante la Metropolitan School of Fine Art. Il étudie également auprès des peintres Irving Ramsey Wiles et Leonard Ochtman. En 1897, il voyage en Europe et suit les cours de l'académie Julian avec pour professeurs les peintres Benjamin-Constant et Jean-Paul Laurens. Il séjourne à Barbizon et aux Pays-Bas.
De retour aux États-Unis, il installe son studio à New York. En 1902, il répond favorablement à l'invitation de son ami Henry Ward Ranger et fréquente durant l'été la colonie artistique d'Old Lyme. Il avait déjà séjourné à Old Lyme par le passé, en 1893 et en 1896, et il est probable qu'il ait évoqué ce lieu à Ranger. Il s'installe définitivement à Old Lyme en 1904.
Au cours de sa carrière, il se spécialise dans la peinture de paysage, passant du tonalisme à l’impressionnisme avec le temps. Il peint notamment la ville d'Old Lyme et ses alentours à de nombreuses reprises. Il immortalise également la ville de Newport dans l'état du Rhode Island et l'ouest de l'état du Massachusetts (dont une toile représentant l'église de la colline (en) de Lenox, ville de naissance de sa femme). En 1904, il obtient une médaille de bronze lors de l'exposition universelle de Saint-Louis dans le Missouri. En 1906, avec le tableau Spring Afternoon, il est troisième du prix Hallgarten (en) qui récompense la meilleure œuvre d'un peintre de moins de trente-cinq ans ayant exposé à l'académie américaine des beaux-arts au cours de l'année écoulée. À partir de 1919, il passe certains hivers sur l'archipel des Bermudes et peint des paysages de la région.
Il décède à Old Lyme en 1933. Sa petite-fille, Janet Fish (en) (1938-) est une peintre de natures mortes
Ces œuvres sont notamment visibles ou conservées au Chrysler Museum of Art de Norfolk, au Wadsworth Atheneum d'Hartford, au musée des Beaux-Arts de Houston, à la Yale University Art Gallery de New Haven et au Florence Griswold Museum d'Old Lyme.